# Stockholmsrummet

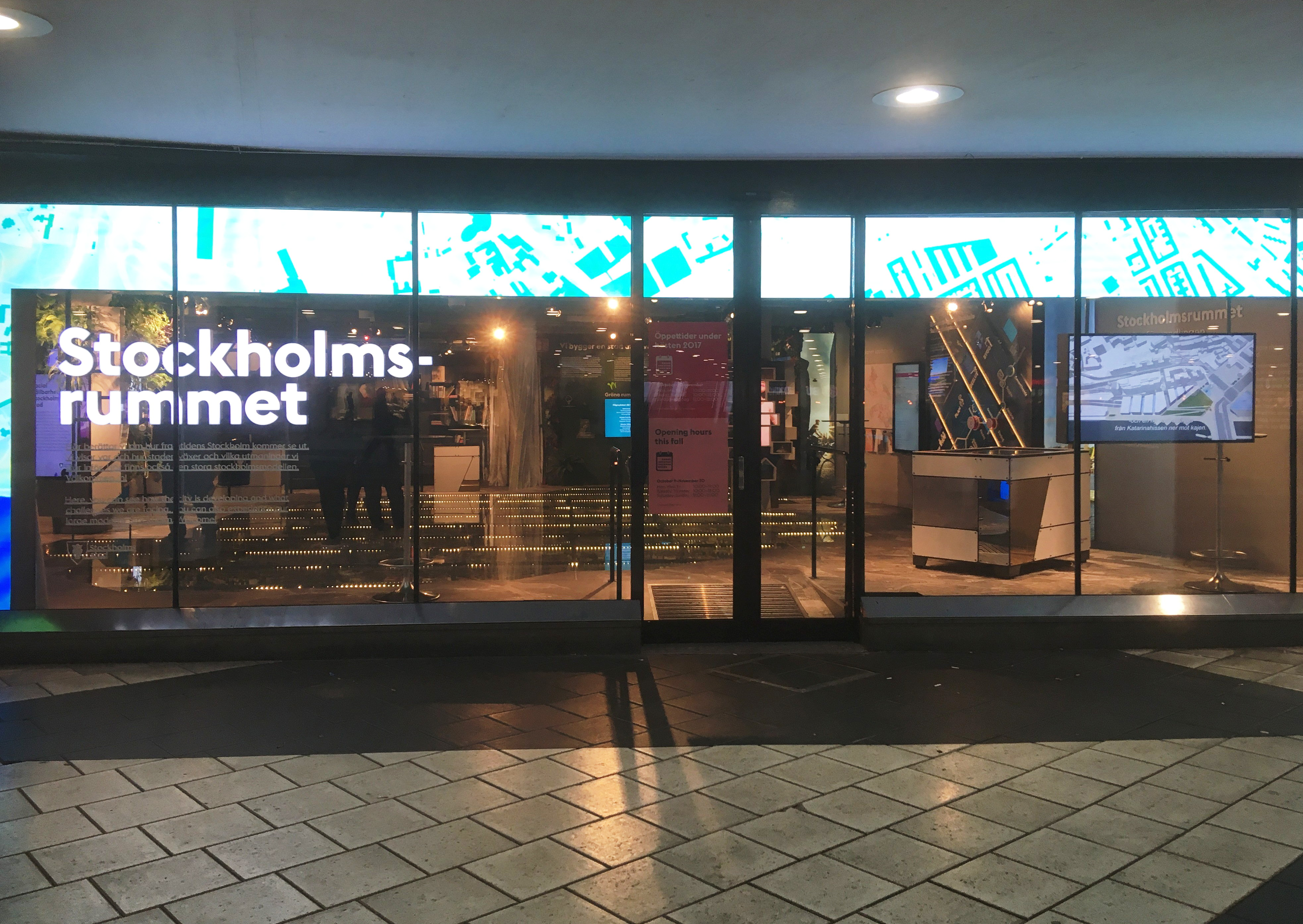
Stockholmsrummets entré.

Stockholmsrummet är ett informationscenter om staden Stockholm beläget på bottenvåningen i Kulturhuset med ingång från Sergels torg. Stockholmsrummet invigdes den 20 oktober 2015 av Stockholms finansborgarråd Karin Wanngård.

## Beskrivning
I Stockholmsrummet informerar Stockholms stad allmänheten om hur och varför Stockholm växer. Rummet är plats för permanenta och tillfälliga utställningar. Till den permanenta utställningen hör en 60 m² meter stor modell i skala 1:1 000 över Stockholm som täcker i princip hela golvet. Besökaren kan gå på en glasskiva över modellen. Av modellen framgår befintlig och planerad bebyggelse. I övriga permanenta utställningen kan man bland annat gå i en Virtual Reality-version av bebyggelsen på Nya Årstafältet och den planerade stadsdelen Kista Äng samt titta på 3D-flygbilder av hela Stockholms stad.
Den första tillfälliga utställningen handlade om stadens nya målinriktning, Vision 2040 "ett Stockholm för alla". År 2017 pågick en utställning med temat ”Stockholm växer”. I Stockholmsrummet anordnas även öppna föreläsningar om aktuella ämnen inom stadsutveckling och samhällsplanering, exempelvis om temat "Arkitektur Stockholm", hur Stockholm växer med fokus på det offentliga rummets arkitektur. Föredragshållare var förre stadsarkitekten Karolina Keyzer.

## Bilder

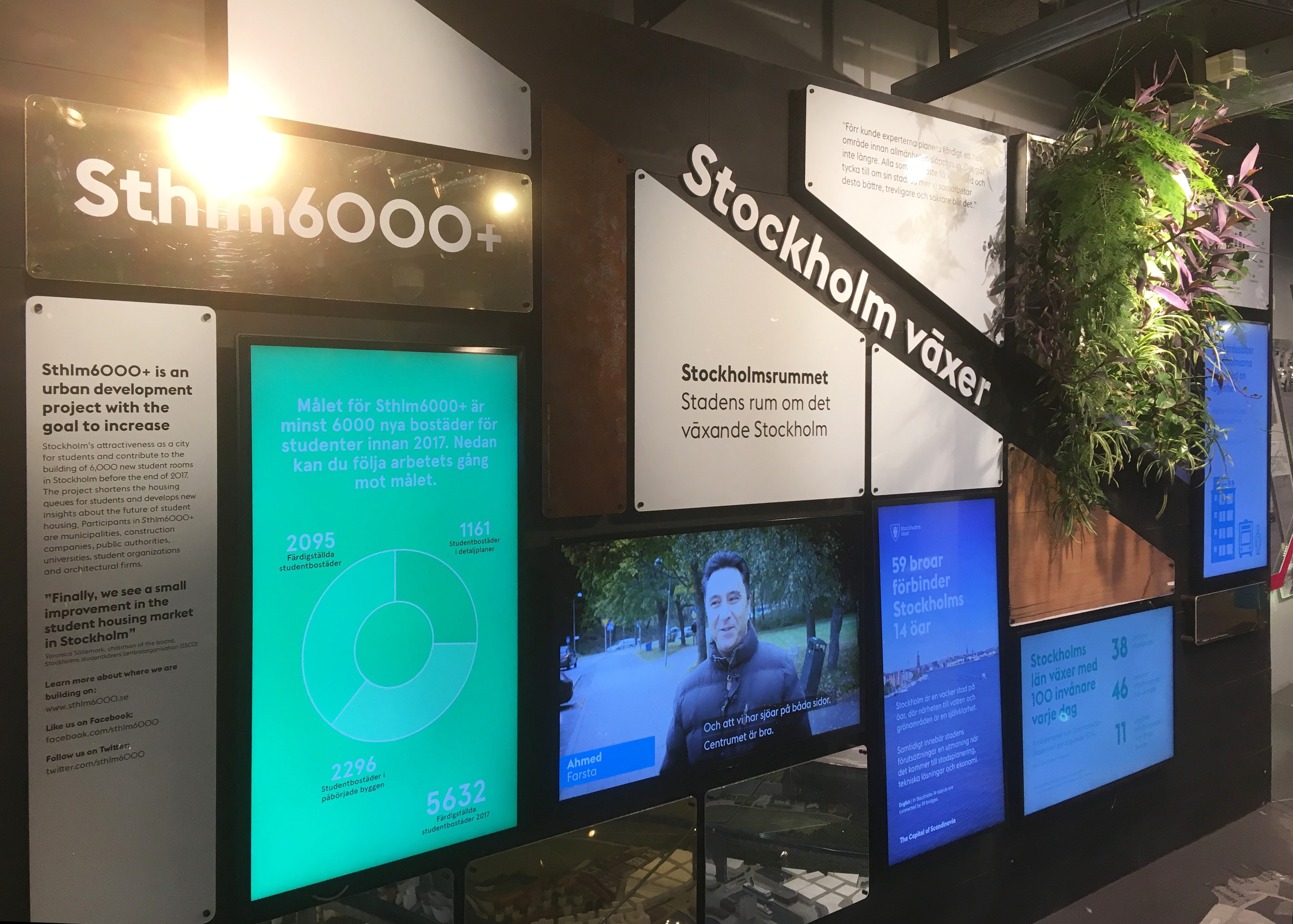
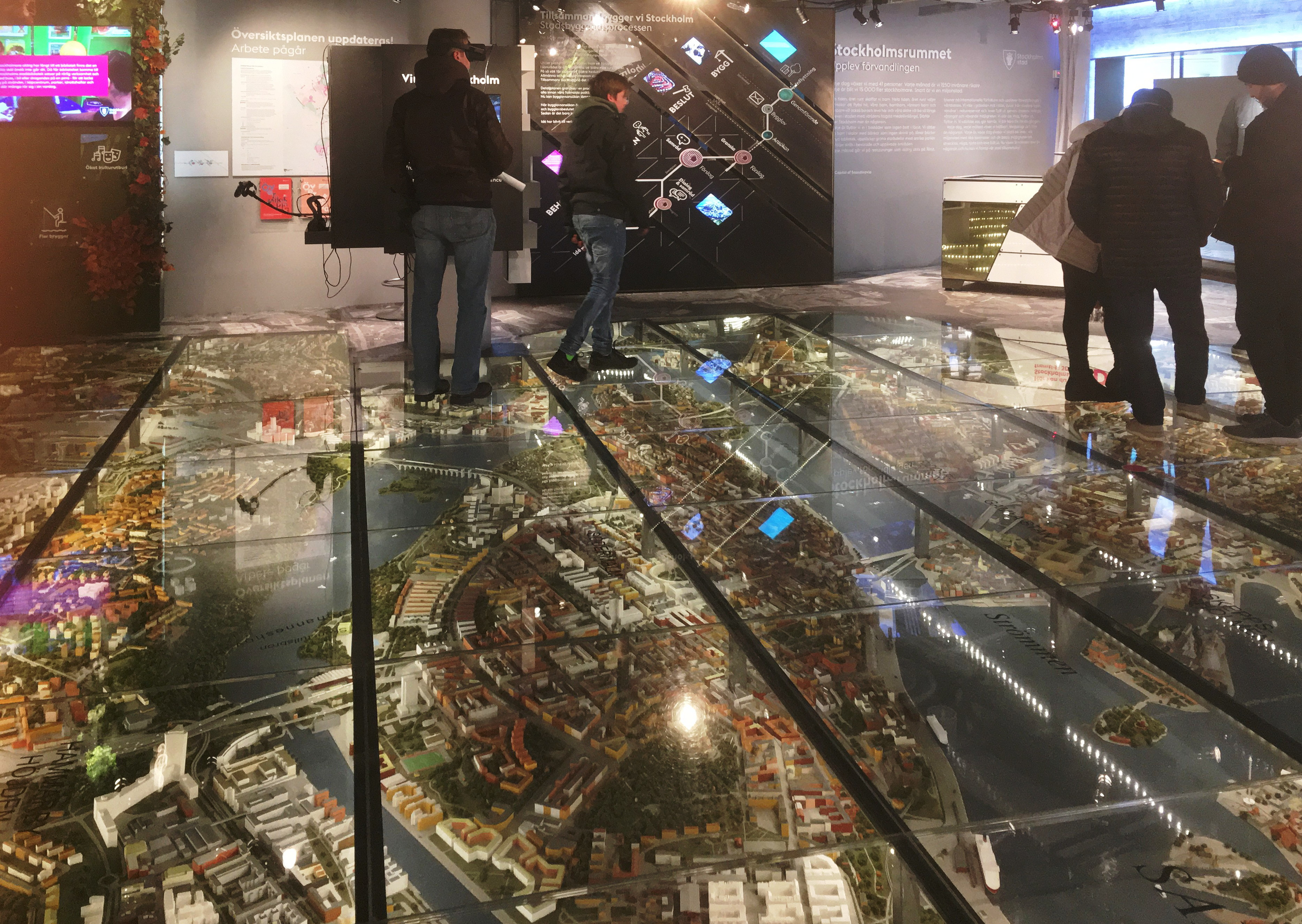
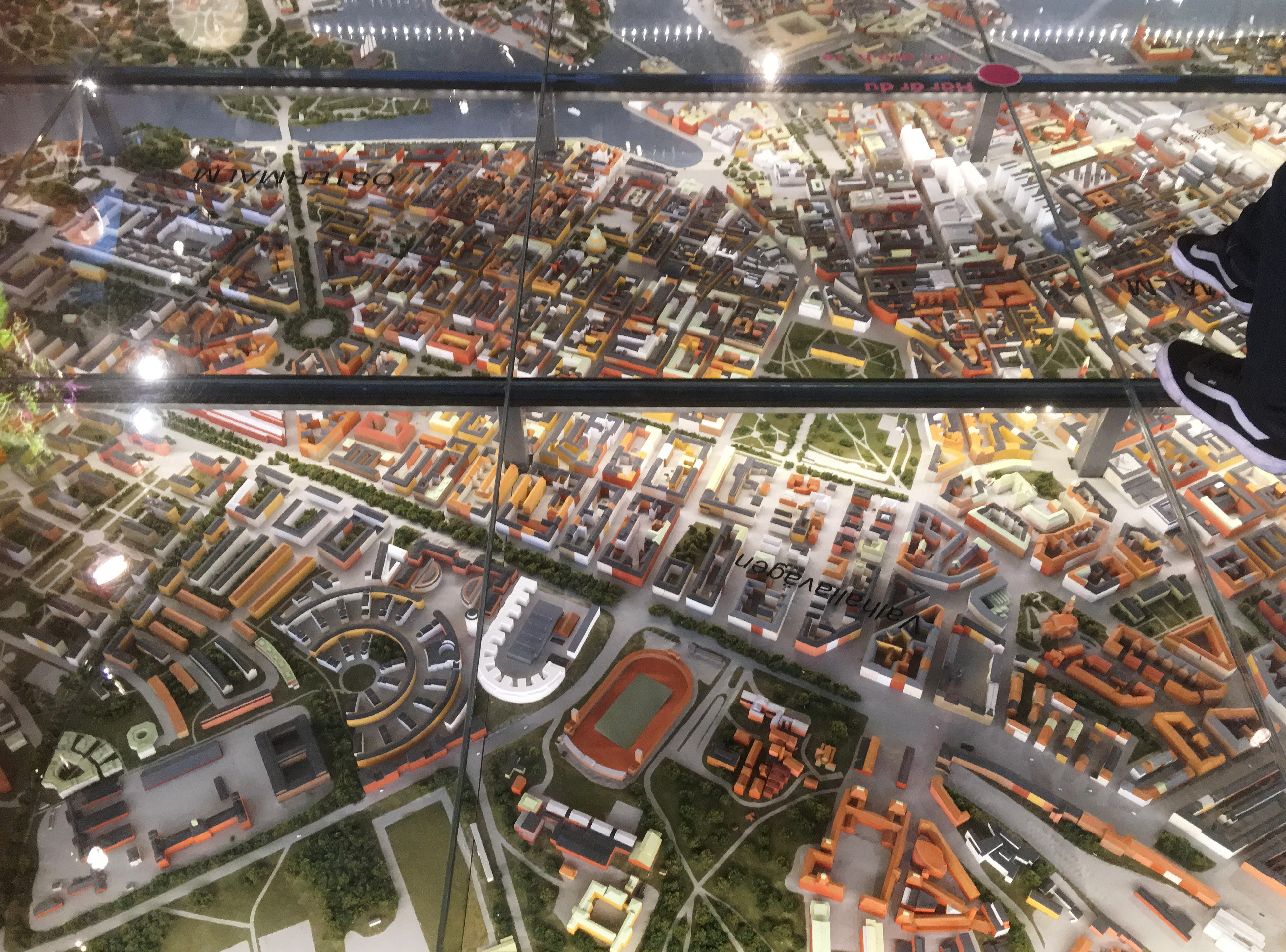
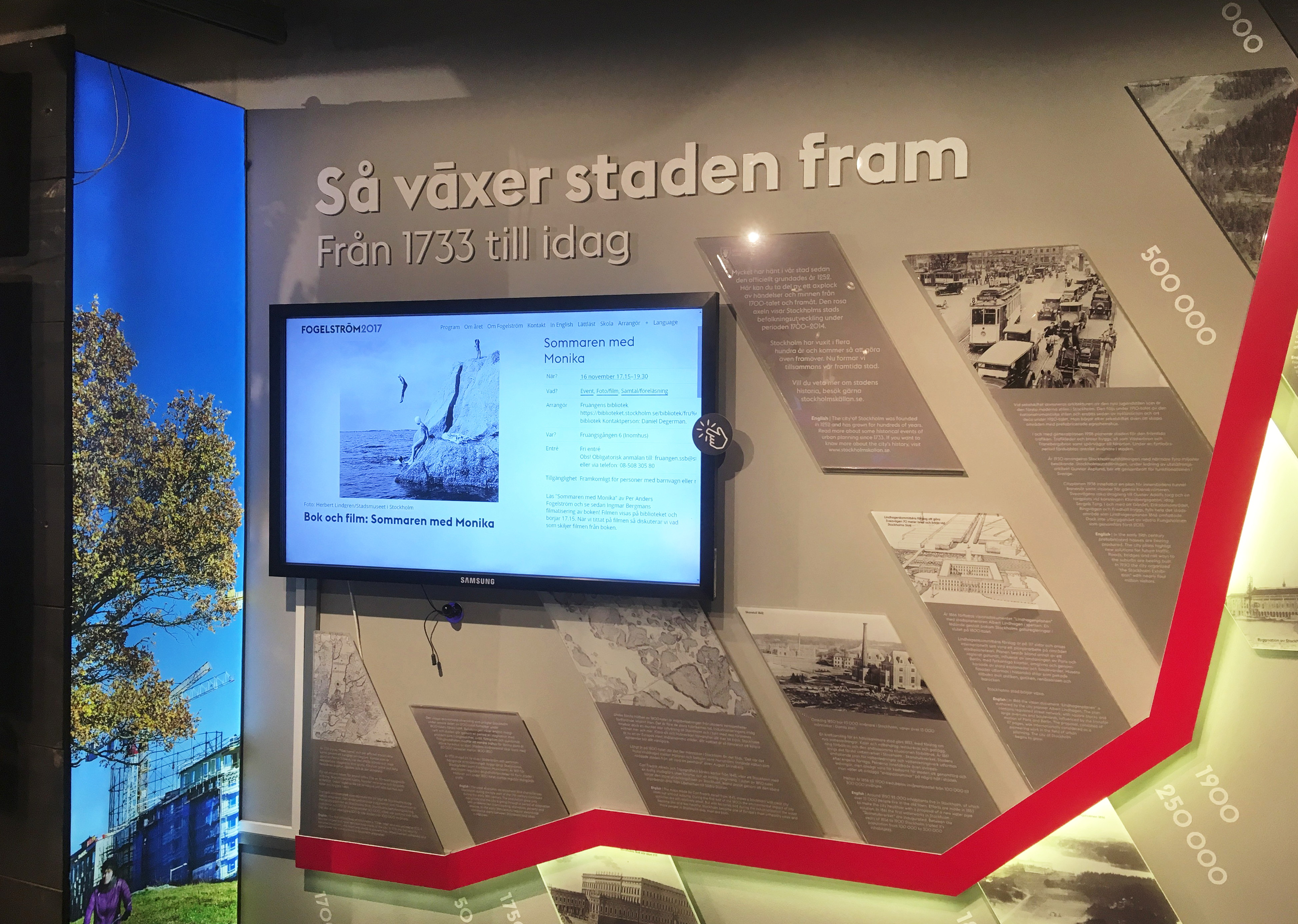